# Macintosh User Group
Der Ausdruck Macintosh User Group (Abkürzung: MUG) steht für Gruppen von Anwendern, die mit Macintosh-Computern der Firma Apple arbeiten.
Man trifft sich zum Erfahrungsaustausch, gibt Kenntnisse weiter, hilft bei Problemen oder vermittelt Kaufberatung.
Daneben gibt es noch sog. Mac-Foren, die diese Aufgabe im Internet wahrnehmen und die fallweise auch Treffen veranstalten, um sich gegenseitig kennenzulernen und Erfahrungen auszutauschen. Solche Benutzergruppen erfüllen eine wichtige Aufgabe hinsichtlich einer inoffiziellen und für alle offenen Vertretung der Kunden, die Macintosh-Computer verwenden oder verwenden wollen, fördern die zweckgemäße Verwendung der Computer und bieten schnelle Hilfe, die aus wirtschaftlicher Sicht vom Hersteller oder dem Handel nicht geboten werden kann. Sie kanalisieren auch Benutzerwünsche, die eine Weiterentwicklung im Benutzersinne ermöglicht.
Ursprünglich gab es MUG nur in Amerika, doch mit zunehmender Verbreitung der Mac-Computer formierten sich weltweit MUG.
In Deutschland sind die bekanntesten MUG:
- Mac IG – Macintosh-Interessengemeinschaft (Formlose Treffen in zahlreichen Städten in Deutschland, Österreich und der Schweiz)
- Mac e. V. – Menschen am Computer (Eingetragener Verein mit Niederlassungen in verschiedenen Städten)
- Wom Mac – Treffen für Mac-Anwenderinnen in Raum Schwabach/Nürnberg (mittlerweile aufgelöst)
- AUGE – Apple User Group Europe, wurde 1979 gegründet, ist aber seit vielen Jahren offen für alle Betriebssysteme; nur noch geringer Mac-Anteil
- MUG Mannheim – wurde im Jahr 2003 gegründet  Website MUG Mannheim